# Portland (Oregon)
Portland é uma cidade no noroeste dos Estados Unidos, perto da confluência dos rios Willamette e Columbia, no estado do Óregon. Fundada em 1845, foi incorporada em 8 de fevereiro de 1851. Com mais de 650 mil habitantes, de acordo com o censo nacional de 2020, é a maior cidade e a mais populosa do estado de Óregon, sendo a 25ª cidade mais populosa do país.
É considerada uma das dez cidades mais ecológicas do mundo, principalmente pelo sistema do governo de carros movidos a bateria elétrica que reduzem uma grande porcentagem de emissão de gás carbônico na atmosfera. Foi classificada a cidade mais "verde" dos Estados Unidos, e a segunda mais "verde" do mundo.
A cidade é conhecida pelo grande número de pequenas cervejarias e alambiques, e sua adoração por café. Seu clima é ideal para o crescimento de rosas e, por mais de um século, Portland é conhecida como A Cidade das Rosas, possuindo muitos roseirais. A cidade entrou no Livro Guinness dos Recordes como tendo o menor parque do mundo, de apenas 0,28 metros quadrados.
Em 2012, o jornal britânico The Guardian incluiu Porltand na lista dos cinco melhores lugares do mundo para se viver, ao lado do Santa Cruz de Tenerife, em Espanha; o distrito de Cihangir, em Istambul; a costa norte de Maui, na Hawaii, e Sankt Pauli, na Hamburgo.

## Geografia

### Geologia
Portland fica em cima de um campo de vulcão extinto conhecido como o chato campo de lava, em homenagem a vizinha comunidade-dormitório de chato.  O campo de lava chato tem pelo menos 32 cones de cinza, como o Monte Tabor, e seu centro fica no sudeste de Portland. O Mount St. Helens, um vulcão altamente ativo a 80 km a nordeste da cidade no estado de Washington, é facilmente visível em dias claros e está próximo o suficiente para polvilhar a cidade com cinzas vulcânicas após sua erupção em 18 de maio de 1980. As rochas da área de Portland variam em idade desde o final do Eoceno até épocas mais recentes.

### Topografia
Portland fica a 97 km a leste do Oceano Pacífico, no extremo norte da região mais populosa do Óregon, o Willamette Valley. O centro de Portland atravessa as margens do rio Willamette, que flui para o norte através do centro da cidade e separa os bairros leste e oeste da cidade. A menos de 16 quilômetros do centro da cidade, o rio Willamette deságua no rio Columbia, o quarto maior rio dos Estados Unidos, que separa Oregon do estado de Washington. Portland fica a aproximadamente 100 milhas (160 km) acima do Oceano Pacífico, na Columbia.
Embora grande parte do centro de Portland seja relativamente plana, o sopé das Montanhas Tualatin, mais comumente chamado localmente de "West Hills", atravessa as regiões noroeste e sudoeste da cidade. O Council Crest Park, comumente considerado como o ponto mais alto dentro dos limites da cidade, fica em West Hills e sobe para uma elevação de 1 073 pés (327 m) O ponto mais alto da cidade é um ponto pouco conhecido e raramente acessado de 1 180 pés (360 m) perto do Parque Florestal. O ponto mais alto a leste do rio é o Monte Tabor, um cone de cinza vulcânica extinto, que se eleva a 636 pés (194 m). Nos arredores de Powell Butte e Rocky Buttesubir para 187 m (614 pés) e 187 m (612 pés), respectivamente. Para o oeste das montanhas de Tualatin encontra-se o Oregon Coast Range.
De acordo com o Departamento do Censo dos Estados Unidos, a cidade tem uma área de 375,5 km², dos quais 345,6 km² estão cobertos por terra e 29,9 km² (8,0%) por água. Apesar de quase todo Portland estar dentro do condado de Multnomah, pequenas porções da cidade estão dentro dos condados de Clackamas e Washington, com populações estimadas em 785 e 1 455, respectivamente.

### Paisagem urbana
A paisagem urbana de Portland deriva muito de seu caráter das muitas pontes que atravessam o rio Willamette, muitos dos quais são marcos históricos, e Portland foi apelidado de "Bridgetown" por muitas décadas como resultado. Três das pontes mais usadas do centro da cidade têm mais de 100 anos e são consideradas marcos históricos: a Ponte Hawthorne (1910), a Ponte de Aço (1912) e a Ponte Broadway (1913). A mais nova ponte de Portland no centro da cidade, Tilikum Crossing, abriu em 2015 e é a primeira ponte nova a abranger o Willamette em Portland desde a inauguração da ponte Fremont, de dois andares, em 1973.
Outras pontes que atravessam o rio Willamette no centro da cidade incluem a Ponte Burnside, a Ponte da Ilha Ross (ambas construídas em 1926) e a Ponte Marquam de dois andares (construída em 1966). Outras pontes fora do centro da cidade incluem a Ponte Sellwood (construída em 2016) ao sul; e a St. Johns Bridge, uma ponte suspensa gótica construída em 1931, ao norte. A ponte do memorial de Glenn L. Jackson e a ponte de um estado a outro fornecem o acesso de Portland através do rio de Columbia no estado de Washington.

#### Bairros

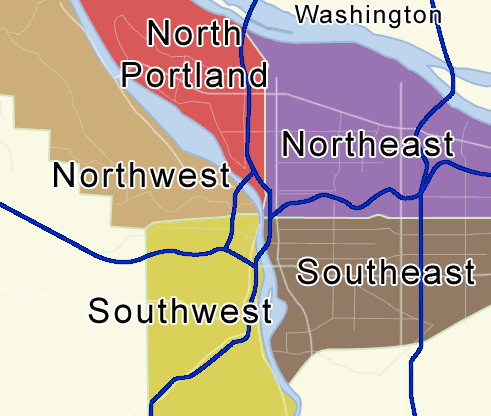
Os cinco setores atuais de endereçamento de Portland, enquanto se aguarda a adição de South Portland.

O rio Willamette, que flui para o norte através do centro da cidade, serve como a fronteira natural entre o leste e o oeste de Portland. O lado oeste, mais denso e desenvolvido anteriormente, se estende até o colo de West Hills, enquanto o lado leste mais plano se espalha por aproximadamente 180 quarteirões até encontrar o subúrbio de Gresham. Em 1891, as cidades de Portland, Albina e East Portland foram consolidadas, criando padrões inconsistentes de nomes e endereços de ruas. O "grande renumerador" de 2 de setembro de 1931 padronizou os padrões de nomenclatura das ruas, dividiu Portland em cinco quadrantes oficiais e alterou o número de casas de 20 por bloco para 100 por bloco.

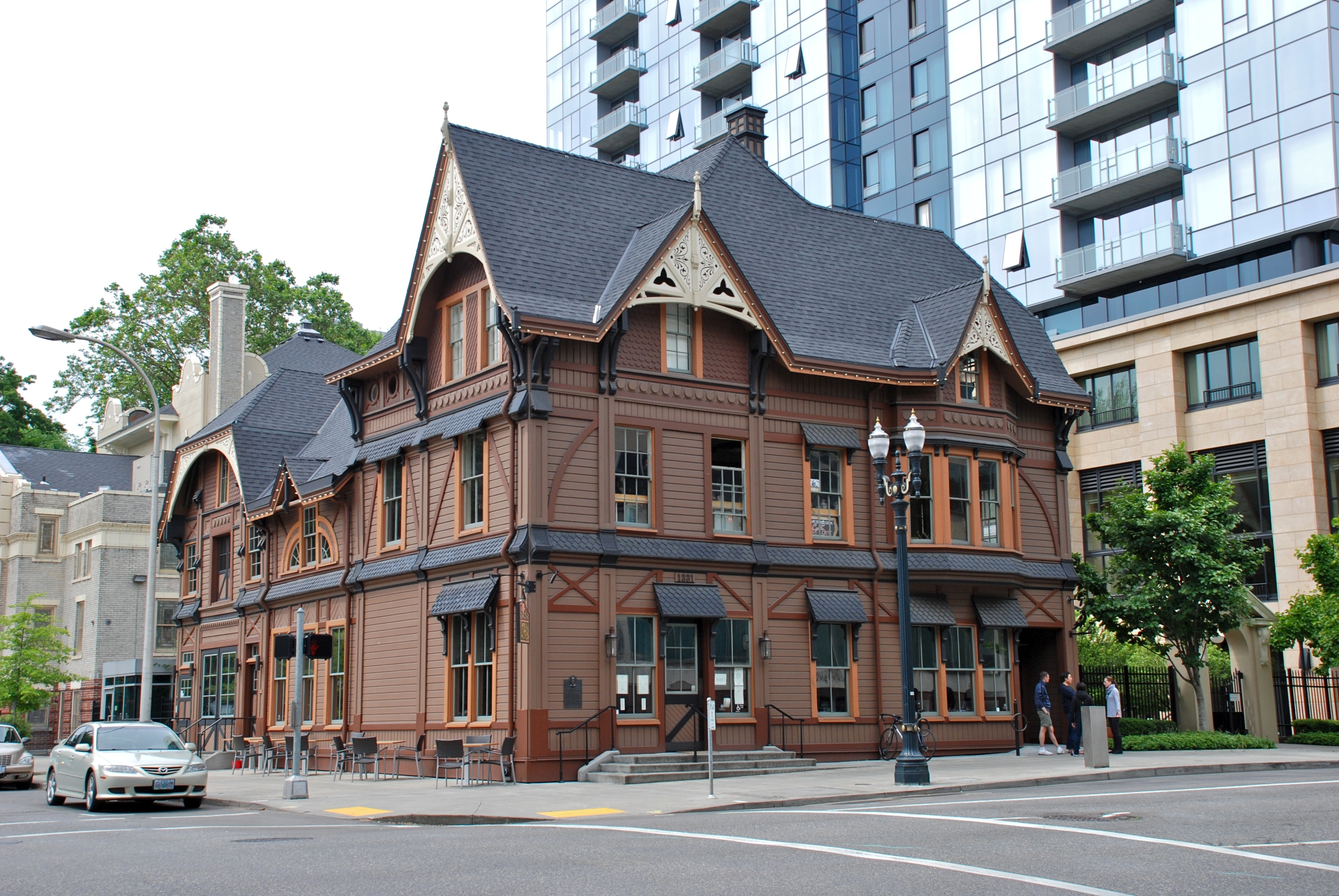
Ladd Carriage House em 2014, no centro de Porthland.

As cinco seções atuais de endereçamento de Portland, que são conhecidas como quadrantes apesar de existirem cinco, desenvolveram identidades distintas, com diferenças culturais moderadas e rivalidades amistosas entre seus residentes, especialmente entre aqueles que vivem a leste do rio Willamette. contra o oeste do rio. As seções de endereçamento de Portland são Norte, Noroeste, Nordeste, Sudeste e Sudoeste (que inclui o centro de Portland ). O rio Willamette divide a cidade em leste e oeste, enquanto Burnside Street, que percorre toda a cidade longitudinalmente, divide o norte do sul. Todos os endereços e ruas dentro da cidade são prefixados por N, NW, NE, SW ou SE, com exceção de Burnside Street, que é prefixado com W ou E. A partir de maio de 2020, os endereços dos bairros de South Portland com números residenciais abandone o zero e o prefixo de rua será convertido para o sul a partir do sudoeste. Por exemplo, o endereço atual 0246 SW California St. se tornará 246 S. California St. em vigor em maio de 2020.
O distrito de Pearl, no noroeste de Portland, que era amplamente ocupado por armazéns, indústrias leves e ferroviários no início a meados do século XX, agora abriga galerias de arte, restaurantes e lojas de varejo, e é um dos bairros mais ricos da cidade. Áreas mais a oeste do Distrito de Pearl incluem bairros conhecidos como Uptown e Nob Hill, bem como o Alphabet District, uma importante rua comercial repleta de boutiques de roupas e outras lojas de luxo, misturadas a cafés e restaurantes.

### Clima

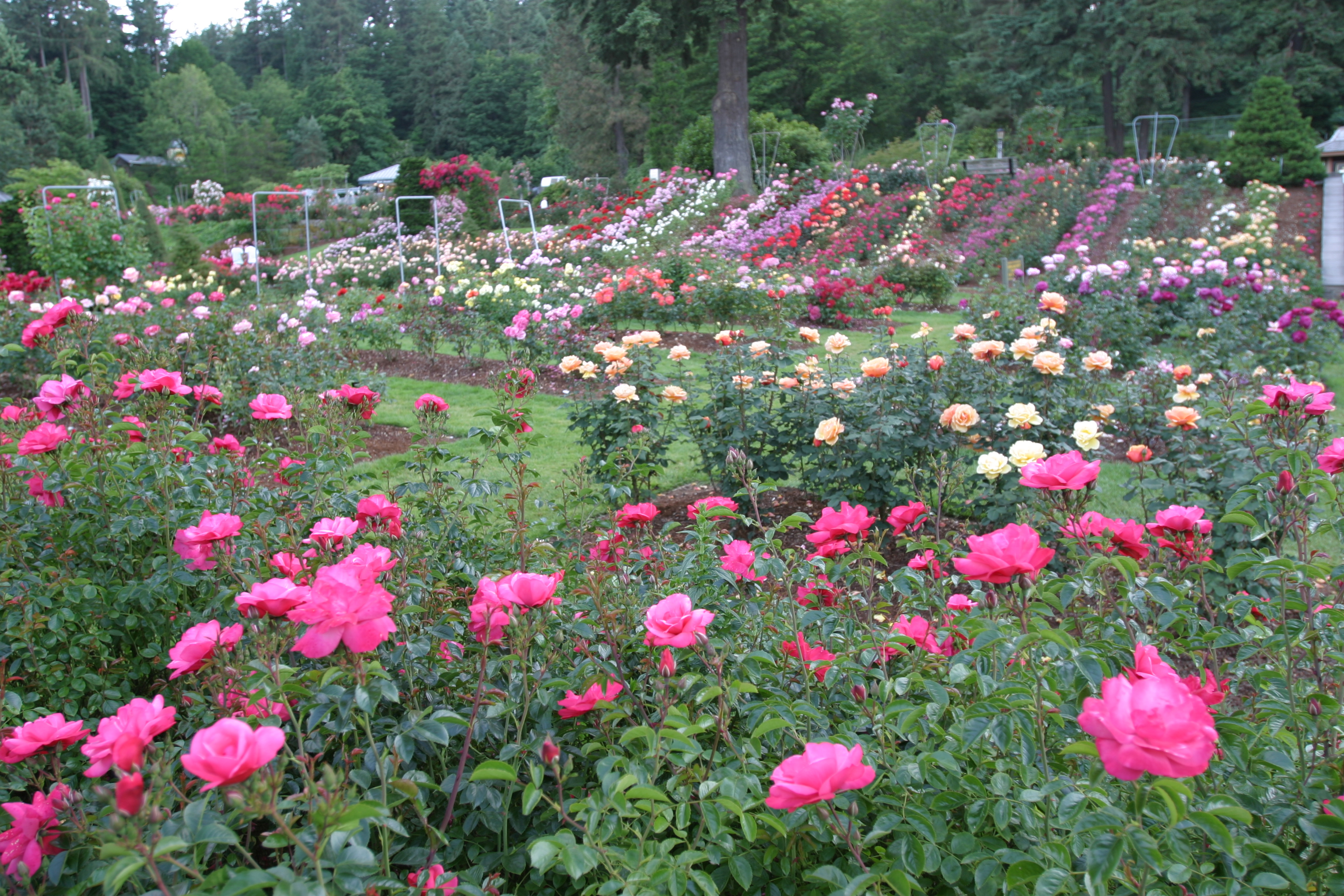
O clima de Portland é propício para o crescimento de rosas.

Portland tem um clima temperado oceânico com invernos frios e nublados e verões quentes e secos. Este clima é caracterizado por ter condições climáticas nubladas, úmidas e em mudança no outono, inverno e primavera, pois Portland fica no caminho direto do fluxo tempestuoso de oeste, e verões amenos e secos quando a alta do Pacífico chega ao extremo norte. ponto no meio do verão. Das três cidades mais populosas do noroeste do Pacífico (Seattle, Vancouver na Colúmbia Britânica e Portland) Portland tem a temperatura média mais quente, o maior número de horas de sol e o menor número de chuvas e neve, embora a cidade ainda é freqüentemente nublado em comparação com outras cidades dos EUA na mesma latitude.
Os invernos são frios, nebulosos e chuvosos. O mês mais frio é dezembro com uma média diária alta de 45,6 °F (7,6 °C), embora as mínimas durante a noite geralmente permaneçam acima de zero graus acima de zero. As temperaturas da noite caem para ou abaixo de congelar 33 noites por ano em média, mas muito raramente para ou abaixo de 18 °F (-8 °C). Existem apenas 2,1 dias por ano em que a alta temperatura diurna não aumenta acima do ponto de congelamento.

## Demografia
Desde 1900, o crescimento populacional médio, a cada dez anos, é de 21,2%.

### Censo 2020
De acordo com o censo nacional de 2020, a sua população é de 652 503 habitantes e sua densidade populacional é de 1 887,8 hab/km². Seu crescimento populacional na última década foi de 11,8%, acima do crescimento estadual de 10,6%. É a cidade mais populosa do estado e a 25ª mais populosa do país, sendo a terceira do Noroeste Pacífico, apenas atrás de Vancouver e Seattle.
Possui 302 034 residências que resulta em uma densidade de 873,9 residências/km² e um aumento de 13,8% em relação ao censo anterior. Deste total, 6,6% das unidades habitacionais estão desocupadas. A média de ocupação é de 2,3 pessoas por residência.

### Censo 2010
Segundo o censo nacional de 2010, a sua população era de 583 776 habitantes, com cerca de 2,2 milhões de habitantes em sua região metropolitana. A cidade possuía 265 439 residências que resultava em uma densidade de 768,09 residências/km². Era a 29ª cidade mais populosa dos Estados Unidos.

## Economia

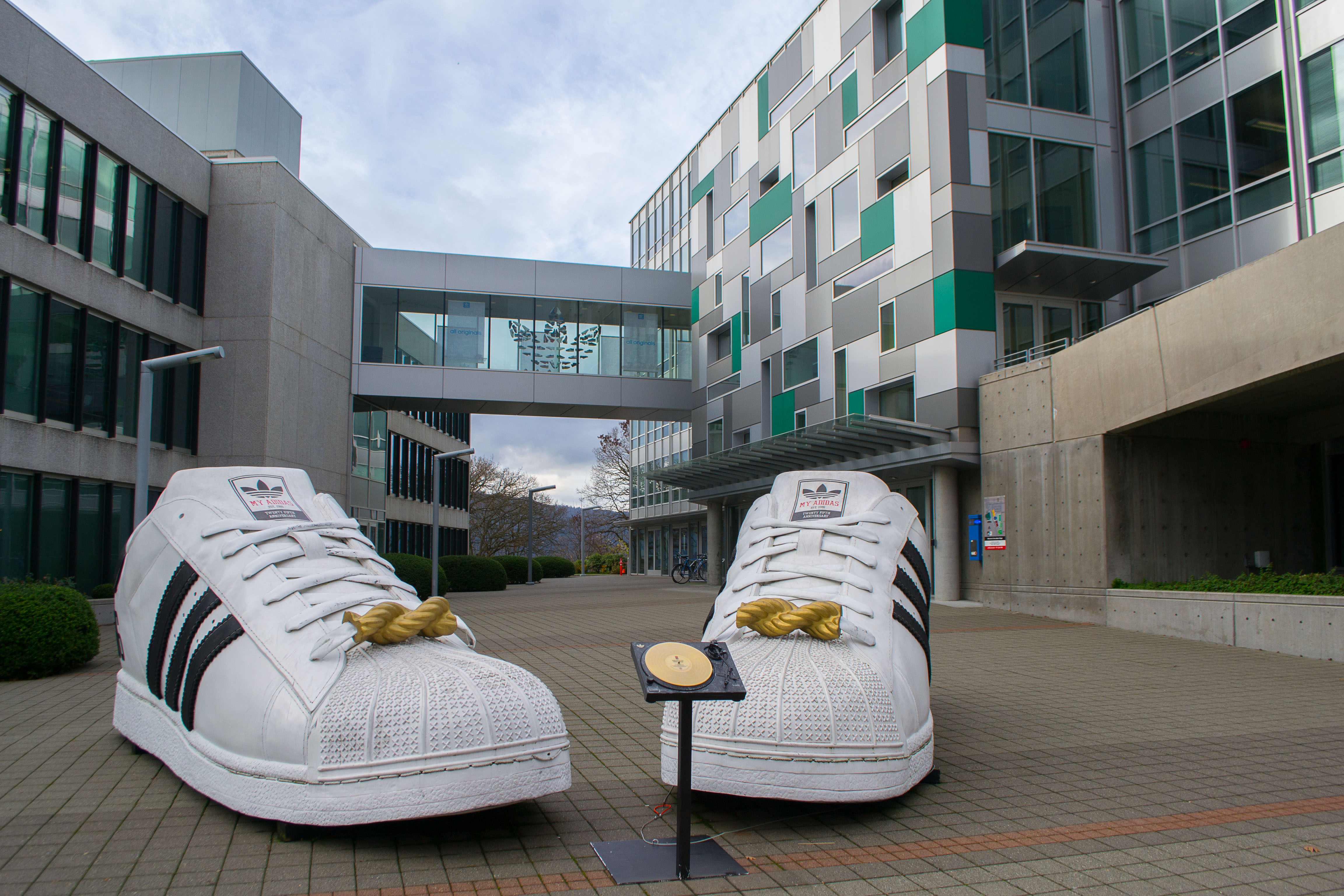
Adidas tem sua sede norte-americana no bairro de Overlook.

A localização de Portland é benéfica para vários setores. Custo de energia relativamente baixo, recursos acessíveis, interestaduais norte-sul e leste-oeste, terminais aéreos internacionais, grandes instalações de transporte marítimo e ambas as ferrovias intercontinentais da costa oeste são todas vantagens econômicas. A empresa de consultoria norte-americana Mercer, em uma avaliação de 2009 "realizada para ajudar os governos e grandes empresas a colocar funcionários em missões internacionais", classificou Portland em 42º lugar mundialmente em qualidade de vida; a pesquisa considerou a estabilidade política, a liberdade pessoal, o saneamento, a criminalidade, a habitação, o meio ambiente, a recreação, as instalações bancárias, a disponibilidade de bens de consumo, educação e serviços públicos, incluindo transporte. Em 2012, a cidade foi listada entre os 10 melhores lugares para se aposentar nos EUA pela CBS MoneyWatch.
Somente os terminais marítimos da cidade movimentam mais de 13 milhões de toneladas de carga por ano, e o porto abriga uma das maiores docas comerciais secas do país. O porto de Portland é o terceiro maior porto de tonelagem de exportação na costa oeste dos EUA, e sendo cerca de 80 milhas (130 km) rio acima, é o maior porto de água doce. A cidade de Portland é a maior transportadora de trigo nos Estados Unidos, e é o segundo maior porto de trigo do mundo.
A história da indústria siderúrgica em Portland antecede a Segunda Guerra Mundial. Na década de 1950, a indústria siderúrgica tornou-se a principal indústria de emprego da cidade. A indústria siderúrgica prospera na região, com a Schnitzer Steel Industries, uma importante empresa siderúrgica, embarcando um recorde de 1,15 bilhão de toneladas de sucata para a Ásia em 2003. Outras empresas do setor pesado incluem a ESCO Corporation e a Oregon Steel Mills.
A área metropolitana de Portland tornou-se um cluster de negócios para fabricantes de atletismo e calçados. A área abriga a sede global ou norte-americana da Nike, Adidas, Columbia Sportswear, LaCrosse Footwear, Dr. Martens, Li-Ning, Keen e Hi-Tec Sports. Enquanto estiveram em outros lugares, Merrell, Amer Sports e Under Armour têm estúdios de design e escritórios locais na área de Portland.

## Esportes

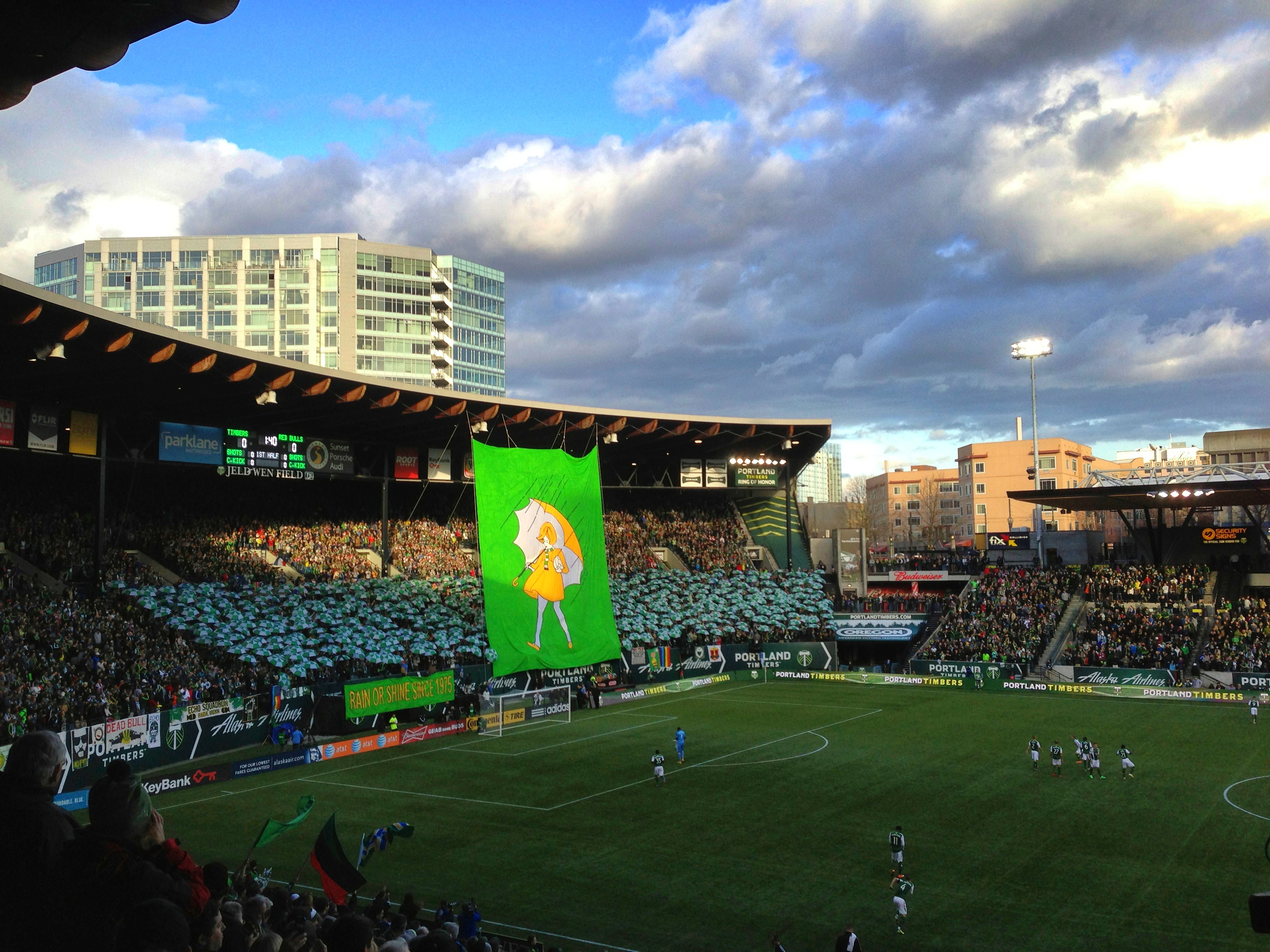
Providence Park, casa dos Portland Timbers e dos Portland Thorns.

Portland é o lar de duas grandes franquias esportivas: o Portland Trail Blazers, da NBA, e o Portland Timbers, da Major League Soccer. Os Portland Thorns da National Women's Soccer League também jogam em Portland. Em 2015, o Timbers conquistou a MLS Cup, que foi o primeiro campeonato masculino de esportes profissionais para uma equipe de Portland desde que o Trail Blazers venceu o campeonato da NBA em 1977. Apesar de ser a 19ª área metropolitana mais populosanos Estados Unidos, Portland possui apenas uma franquia da NFL, NBA, NHL ou MLB, tornando-se a área metropolitana mais populosa da América com essa distinção. A cidade tem sido frequentemente rumores de receber uma franquia adicional, embora os esforços para adquirir uma equipe falharam devido a problemas de financiamento do estádio. Uma organização conhecida como o Portland Diamond Project (PDP) trabalhou com a MLB e o governo local, e há planos de construir um estádio da MLB no distrito industrial de Portland. O PDP ainda não recebeu o financiamento para este projeto.
Duas universidades rivais existem dentro dos limites da cidade de Portland: a Universidade de Portland Pilots e a Universidade Estadual de Portland, os Vikings, ambos os quais participam de equipes de esportes populares como futebol, beisebol e basquete. O estado de Portland também tem um time de futebol. Além disso, a Universidade de Oregon, os Ducks e os castores da Oregon State University recebem atenção substancial e apoio de muitos residentes de Portland, apesar de seus campi serem 110 e 84 milhas da cidade, respectivamente.
Correr é uma atividade popular em Portland, e todos os anos a cidade hospeda a Maratona de Portland, bem como partes do Hood to Coast Relay, a maior corrida de revezamento de longa distância do mundo (em número de participantes). Portland é o centro de um grupo de corrida de elite, o Nike Oregon Project, e é a residência de vários corredores de elite, incluindo o campeão olímpico britânico de 10.000m e 5.000m Mo Farah, o recordista norte-americano de 10.000m Galen Rupp e o medalhista de bronze das Olimpíadas Americanas de 2008 em 10.000m, Shalane Flanagan.

## Parques e jardins

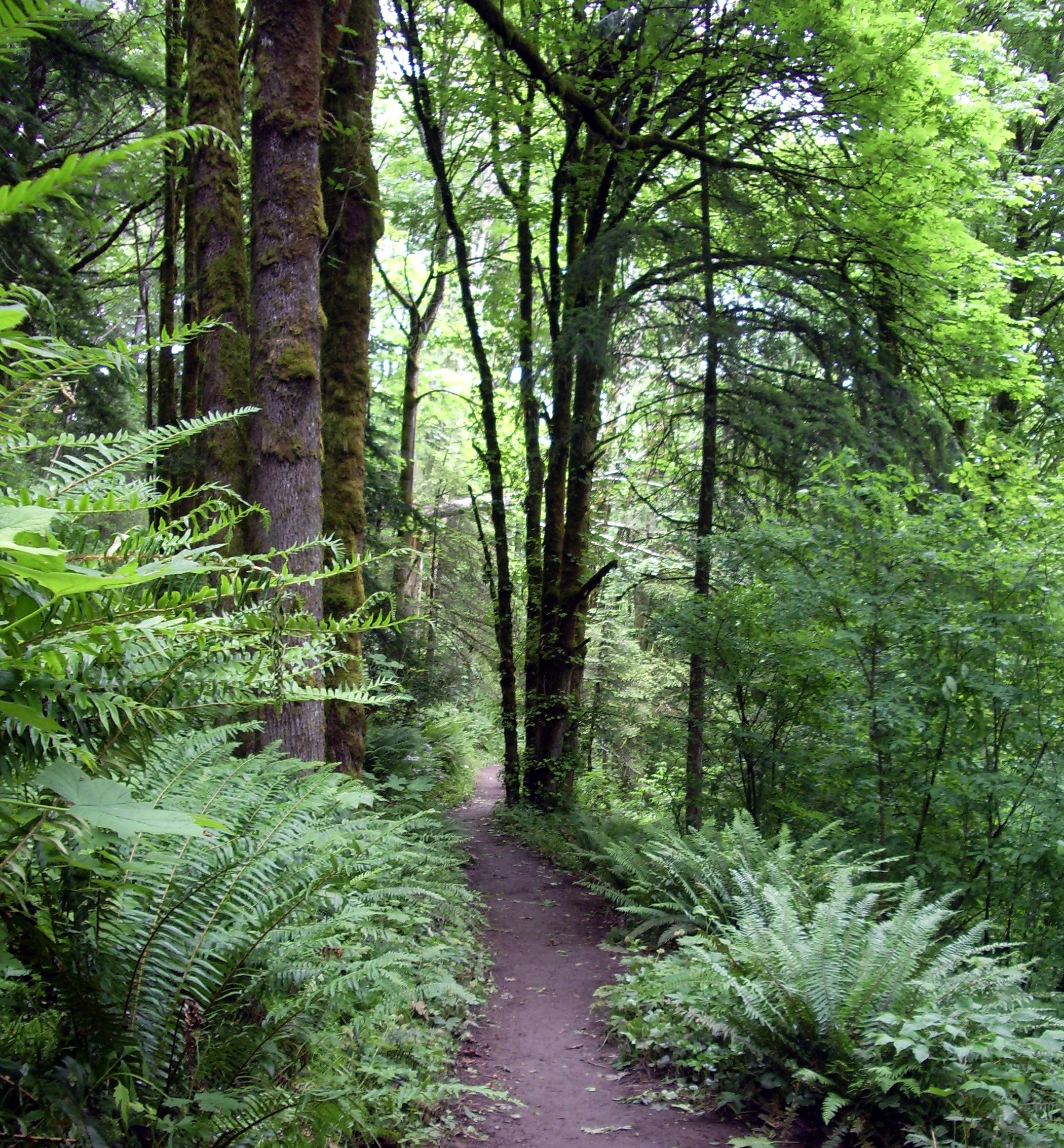
Forest Park é o maior parque selvagem dos Estados Unidos que está dentro dos limites da cidade.

Os parques e o planejamento do espaço verde datam do Relatório de 1903 de John Charles Olmsted para o Portland Park Board. Em 1995, os eleitores da região metropolitana de Portland aprovaram uma medida de bônus regional para adquirir áreas naturais valiosas para peixes, animais selvagens e pessoas. Dez anos depois, mais de 8.100 acres (33 km2) de áreas naturais ecologicamente valiosas foram compradas e permanentemente protegidas do desenvolvimento.
Portland é uma das quatro cidades dos EUA com vulcões extintos dentro de suas fronteiras (junto com o Pilot Butte em Bend, Oregon, Jackson Volcano em Jackson, Mississippi e Diamond Head em Honolulu, Havaí). O Parque Mount Tabor é conhecido por suas vistas panorâmicas e reservatórios históricos.

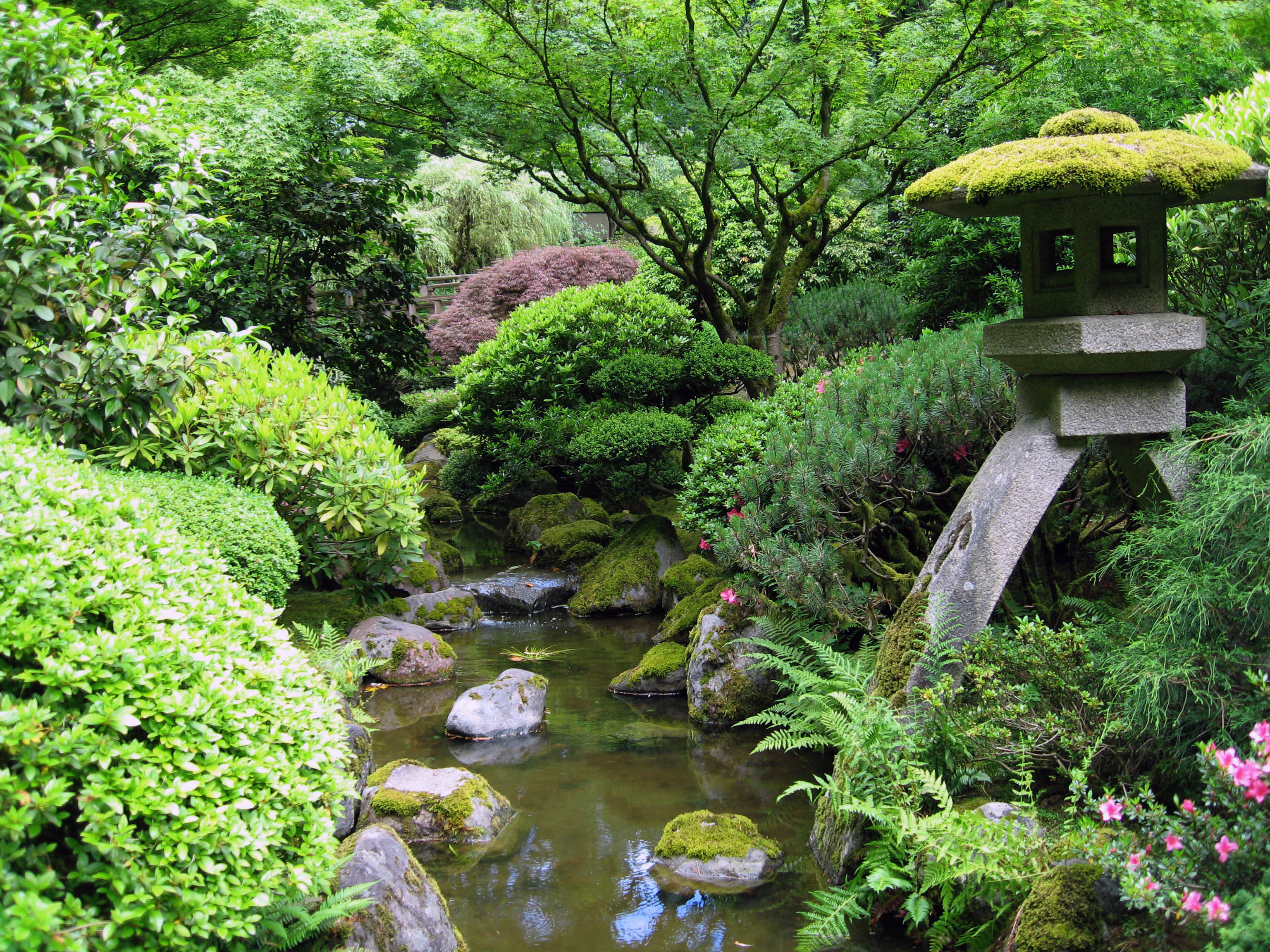
O Jardim Japonês de Portland é um jardim tradicional japonês que abriu em 1967.

Forest Park é o maior parque selvagem dentro dos limites da cidade nos Estados Unidos, cobrindo mais de 5.000 acres (2.023 hectares). Portland também abriga o Mill Ends Park, o menor parque do mundo (um círculo de dois pés de diâmetro, a área do parque tem apenas cerca de 0,3 m 2 ). O Washington Park fica a oeste do centro da cidade e abriga o Zoológico de Oregon, o Hoyt Arboretum, o Jardim Japonês de Portland e o International Rose Test Garden. Portland é também o lar do Jardim Chinês Lan Su (antigamente o Jardim Chinês Clássico de Portland), uma representação autêntica de um Suzhou.
A área natural do estado de Tryon Creek é um de três parques estaduais de Oregon em Portland e o mais popular; seu riacho tem uma corrida de steelhead. Os outros dois Parques Estaduais são Willamette Stone State Heritage Site, em West Hills, e a State Government State Recreation Area no Rio Columbia, perto do Aeroporto Internacional de Portland.
O sistema de parques urbanos de Portland foi proclamado um dos melhores da América. Em seu ranking ParkScore de 2013, o Trust for Public Land informou que Portland tinha o sétimo melhor sistema de parques entre as 50 cidades mais populosas dos EUA. A ParkScore classifica sistemas de parques municipais por uma fórmula que analisa o tamanho médio do parque da cidade, hectares de parque como porcentagem da área da cidade, o percentual de residentes da cidade a meia milha de um parque, gastos de serviços do parque por residentes e número de parques infantis por 10.000 residentes. A pesquisa revelou que 80% dos moradores de Portland vivem a meia milha de um parque, e mais de 16% da área da cidade de Portland é um parque.

## Educação

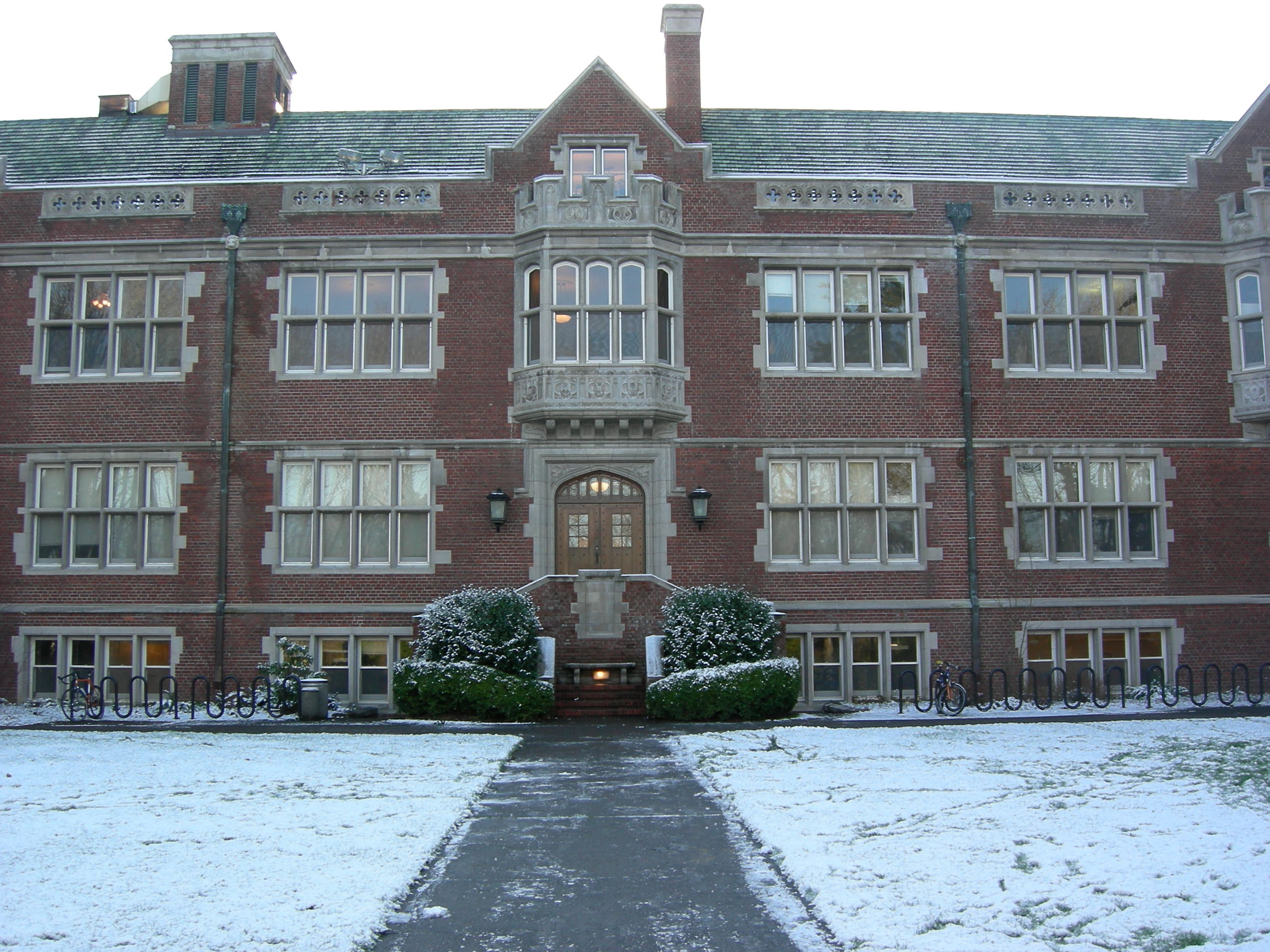
Eliot Hall do Reed College em um raro dia de neve.

### Ensino primário e médio
Nove distritos de escolas públicas e muitas escolas particulares atendem a Portland. Escolas Públicas de Portland é o maior distrito escolar, operando 85 escolas públicas. O Colégio David Douglas, no bairro de Powellhurst, tem a maior matrícula de qualquer escola pública da cidade. Outras escolas secundárias incluem Benson, Cleveland, Franklin, Grant, Jefferson, Madison, Parkrose, Roosevelt e Woodrow Wilson e várias escolas secundárias suburbanas que servem as áreas externas da cidade. Fundada em 1869, a Lincoln High School (antiga Portland High School) é a mais antiga instituição de ensino público da cidade e uma das duas mais antigas escolas de ensino médio a oeste do rio Mississippi (depois da Lowell High School de São Francisco).

### Ensino superior
A Portland State University tem a segunda maior taxa de matrícula de qualquer universidade do estado (depois da Oregon State University), com um corpo discente de quase 30.000. Foi nomeado entre os quinze melhores percentuais de universidades americanas pelo The Princeton Review para o ensino de graduação, e tem sido reconhecido internacionalmente por seus diplomas em Mestrado em Administração de Empresas e planejamento urbano. A cidade também abriga a Oregon Health & Science University, bem como o Portland Community College. Notáveis universidades privadas incluem a Universidade de Portland, uma universidade católica romana afiliada à Congregação da Santa Cruz; Reed College, um rigoroso colégio de artes liberais e o Lewis & Clark College.

## Marcos históricos
O Registro Nacional de Lugares Históricos lista 601 marcos históricos em Portland, dos quais 4 são Marco Histórico Nacional. O primeiro marco foi designado em 29 de março de 1972 e o mais recente em 1 de março de 2021, o Terwilliger Parkway. O Jefferson Substation foi retirado da lista em 5 de abril de 2021.

## Cidades irmãs
Portland tem dez cidades irmãs; cada cidade é obrigada a manter envolvimento e participação a longo prazo:
- Sapporo, Japão (desde 1959)
- Guadalajara, México (desde 1983)
- Ashkelon, Israel (desde 1987)
- Ulsan, Coreia do Sul (desde 1987)
- Suzhou, China (desde 1988)
- Khabarovsk, Rússia (desde 1988)
- Kaohsiung, Taiwan (desde 1988)
- Mutare, Zimbábue (desde 1991)
- Bolonha, Itália (desde 2003)
- Kota Kinabalu, Malásia (desde 2014)